# Pycnomerus valentinei
Pycnomerus valentinei es una especie de coleóptero de la familia Zopheridae.

## Distribución geográfica
Habita en Haití.